# Rivière Tremblay
Pour les articles homonymes, voir Tremblay.
La rivière Tremblay est un affluent de la rivière aux Anglais coulant dans le territoire non organisé Rivière-aux-Outardes, dans la municipalité régionale de comté de Manicouagan, dans la région administrative de la Côte-Nord, dans la province de Québec, au Canada.
La vallée de la rivière Tremblay est desservie principalement le chemin de la rivière aux Anglais.
La surface de la rivière Tremblay est généralement gelée de début décembre à fin mars, sauf les zones de rapides; cependant, la circulation sécuritaire sur la glace se fait généralement de la mi-décembre à la mi-mars.[réf. nécessaire]

## Géographie
La rivière Tremblay prend sa source sur le Bouclier canadien, au lac Alex (longueur: 0,4 km; altitude: 350 m). Ce lac forestier est comporte deux émissaires: celle du nord (au fond d'une baie) s'avère le début d'un ruisseau menant vers le nord à la rivière Françoise; celle du sud (au fond d'une baie) s'avère la tête de la rivière Tremblay. L'embouchure sud du lac Alex est située à 5,4 km au nord de la confluence de la rivière Tremblay et de la rivière aux Anglais, à 5,3 km au nord-ouest du lac de tête de la rivière Mistassini[pas clair] et à 26,1 km au nord-ouest de la confluence de la rivière aux Anglais et de la baie des Anglais sur la rive nord du fleuve Saint-Laurent.
À partir du lac Alex, le cours de la rivière Tremblay descend sur 8,9 km entièrement en zone forestière, avec une dénivellation de 146 m, selon les segments suivants:
- 2,1 km vers le sud en traversant d'abord le lac François (longueur: 0,6 km; altitude: 334 m) sur 0,3 km, jusqu'à son embouchure; puis traversant le lac Cousin (longueur: 1,1 km en forme de T; altitude: 334 m) sur sa pleine longueur, jusqu'à son embouchure;
- 1,8 km d'abord vers l'est, puis vers le sud, traversant le lac Shaw (longueur: 1,7 km en forme de S; altitude: 334 m) sur sa pleine longueur, jusqu'à son embouchure;
- 2,3 km d'abord vers le sud-ouest en zone de marais, en traversant un petit lac; puis vers le sud-est en zones de marais, et en traversant un petit lac en mi-segment, jusqu'à la décharge (venant de l'est) du lac Tremblay;
- 1,7 km vers le sud d'abord en zone de marais, puis en traversant un lac non identifié (longueur: 0,6 km; altitude: 258 m), jusqu'à son embouchure;
- 1,0 km d'abord vers le sud en traversant le lac Euclide (longueur: 1,2 km; altitude: 258 m), où le courant courbe vers l'ouest après avoir contourné une presqu'île, jusqu'au son embouchure situé au fond d'une baie du sud-ouest. Note: Le lac Euclide ressemble comporte quatre presqu'îles qui se rapprochent vers le centre comme pour former une étoile difforme;
- 0,7 km vers le nord-ouest en descendant la montagne, jusqu'à son embouchure[3].

La rivière Tremblay se déverse dans un coude de rivière sur la rive sud du cours intermédiaire de la rivière des Anglais, dans le territoire non organisé de Rivière-aux-Outardes. Cette confluence est située en amont d'une zone de rapides, à 0,17 km en amont de la confluence de la rivière Brisson. À partir de la confluence avec la rivière Tremblay, le courant descend le cours de la rivière aux Anglais sur 40,3 km jusqu'à la Baie des Anglais.

## Toponyme
Le nom de la rivière a été nommé d'après des employé de l'Ontario Paper devenue Quebec North Shore Paper en 1938. Il pourrait s'agir d'Euclide Tremblay, qui a fait des inventaires forestier pour Paul Provencher, ou bien de son frère Marcel Tremblay. Le toponyme « rivière Tremblay » a été officialisé le 2 août 1974 à la Banque des noms de lieux de la Commission de toponymie du Québec.